# Västersjö, Knivsta kommun
Västersjö är en bebyggelse vid östra stranden av Ekoln i Vassunda socken i Knivsta kommun. 2023 avgränsade SCB här en småort.